# Melodinus glaber
Melodinus glaber är en oleanderväxtart som beskrevs av William Bertram Turrill. Melodinus glaber ingår i släktet Melodinus och familjen oleanderväxter. Inga underarter finns listade i Catalogue of Life.